# Barbara Bodichon
Barbara Leigh Smith Bodichon, född 8 april 1827 i Whatlington, East Sussex, död 11 juni 1891 i Robertsbridge, East Sussex, var en brittisk feminist. Hon var syster till utforskaren Benjamin Leigh Smith. 
Bodichon började 1855 agitera för gifta kvinnors äganderätt, en rörelse som ledde till ändring i lagen om äktenskap och skilsmässa. År 1857 gifte hon sig med den i Algeriet bosatte och om detta lands utveckling förtjänte franske läkaren Eugène Bodichon (död 1885). Hon tog initiativet till upprättande av högskolan i Girton nära Cambridge, vid vilken kvinnliga studerande erhöll en undervisning som noga överensstämde med den akademiska för män. Hon gjorde sig även känd som akvarellmålare.